# Suberites caminatus
Suberites caminatus är en svampdjursart som beskrevs av Ridley och Arthur Dendy 1886. Suberites caminatus ingår i släktet Suberites och familjen Suberitidae. Inga underarter finns listade i Catalogue of Life.